# Costa Fortuna
Le Costa Fortuna est un navire de croisière appartenant à la société Costa Croisières, du groupe leader mondial des croisières la Carnival Corporation & PLC.

## Histoire
Le Costa Fortuna est commandé par Costa Croisières au chantier Fincantieri. Il est mis en service la même année (2003) que le Costa Mediterranea, et constitue la dernière unité gérée depuis la filiale de Costa Croisières établie à Monaco.
L'année suivante, son sister-ship, le Costa Magica, fut mis en service à son tour.
Le Costa Fortuna a la structure modifiée de la classe Destiny de Carnival Cruise Lines, il a été baptisé le 6 novembre 2003 par Maria Grazia Cucinotta et, lors de son voyage inaugural, il a accueilli la soprano Katia Ricciarelli.
En 2015, le bateau a servi de décor à certaines scènes du film italien Vacanze ai Caraibi (« Vacances aux Caraïbes » ).
En 2016, il a été transféré en Chine pour opérer sur le marché asiatique avec le Costa Victoria, le Costa Atlantica et le Costa Serena.
En février 2019, il a appareillé de Singapour, où certaines cabines ont été relookées, avant de retourner en Méditerranée.
En mai 2025, du fait du retour prévu du Costa Serena en Méditerranée, la compagnie Costa Croisières annonce la fin de l'exploitation du Costa Fortuna en 2026. Ce paquebot est alors le plus ancien et le plus petit de la flotte Costa, le Costa Magica ayant déjà quitté le groupe en 2023. Il est vendu à la société bahaméenne Margaritaville At Sea où il rejoint deux autres paquebots venus de chez Costa : les anciens Costa Classica et Costa Atlantica.
Le 15 juillet 2025, le nouveau propriétaire a annoncé la décision de le renommer Beachcomber. ce sera le navire amiral de la flotte.

## Aménagement intérieur et divertissements
Le mobilier conçu par l'architecte américain Joseph Farcus s'inspire des grands paquebots transatlantiques italiens du passé, dont l'année de lancement a été reportée : par exemple, le théâtre s'appelle Rex 1932, tandis qu'un des bars s'appelle Conte di Savoia 1932. Des maquettes de ces navires sont exposés dans les espaces publics, tandis que dans l'atrium se trouvaient des maquettes de 26 navires du passé qui faisaient partie de la flotte Costa Crociere, éliminés lors du restylage à Singapour au profit d'un atrium meublé de trois voiles stylisées et éclairées.
Les espaces publics sont décorés de reproductions d'images publicitaires des années 1920 (les Années folles) et d'affiches publicitaires des paquebots Michelangelo et Raffaello.

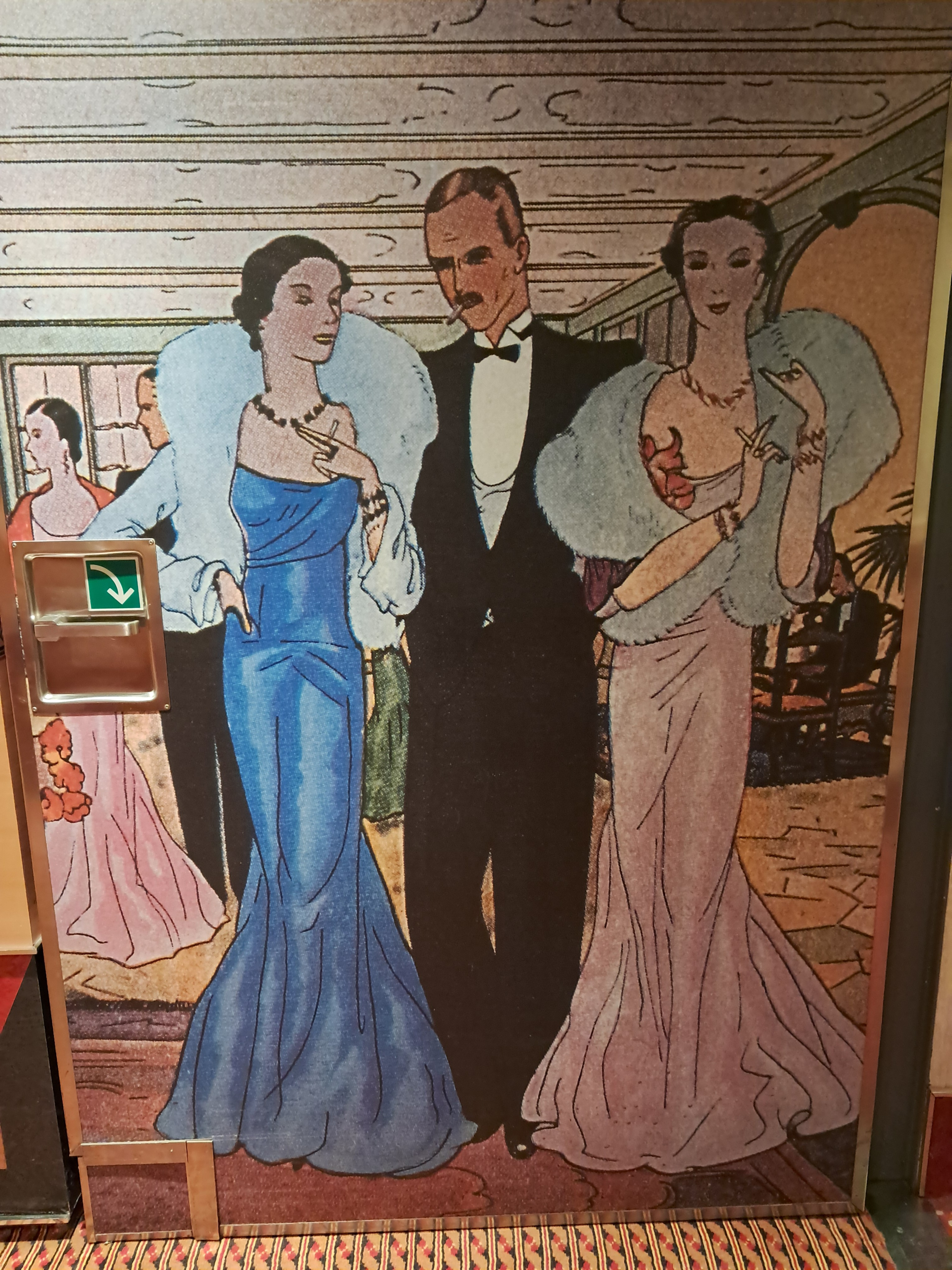
Exemple de décor

Ses 13 ponts passagers sont dédiés à certains ports internationaux.
L'affectation des ponts est la suivante, du bas vers le haut :
- (1-2) - Rio de Janeiro et Miami : cabines
- (3-5) - Buenos Aires, Santos et Genova : Espaces publics (restaurants, réception, théâtre, salons, etc)
- (6-11) - Lisbona, Caracas, Vigo, Napoli, Barcelona, Cannes : cabines
- (12-13) - Funchal, Las Palmas : Espaces publics extérieurs

Le Costa Fortuna possède :
- 6 restaurants, dont l'un le Club Vicenza, payant sur réservation et la Pizzeria Pummid’Oro
- 10 bars, dont un Cognac & Cigar Bar

- 5 bains à hydromassage
- 4 piscines dont 1 avec verrière amovible
- Club Salute Saturnia : 1 300 m2 sur 2 étages, avec gymnase, salle de soins, sauna, hammam
- Terrain de sport polyvalent
- Parcours de footing en plein air

- Théâtre sur 3 étages
- Casino
- Discothèque
- Piscine sur le pont équipée d'une verrière amovible et d'un écran géant

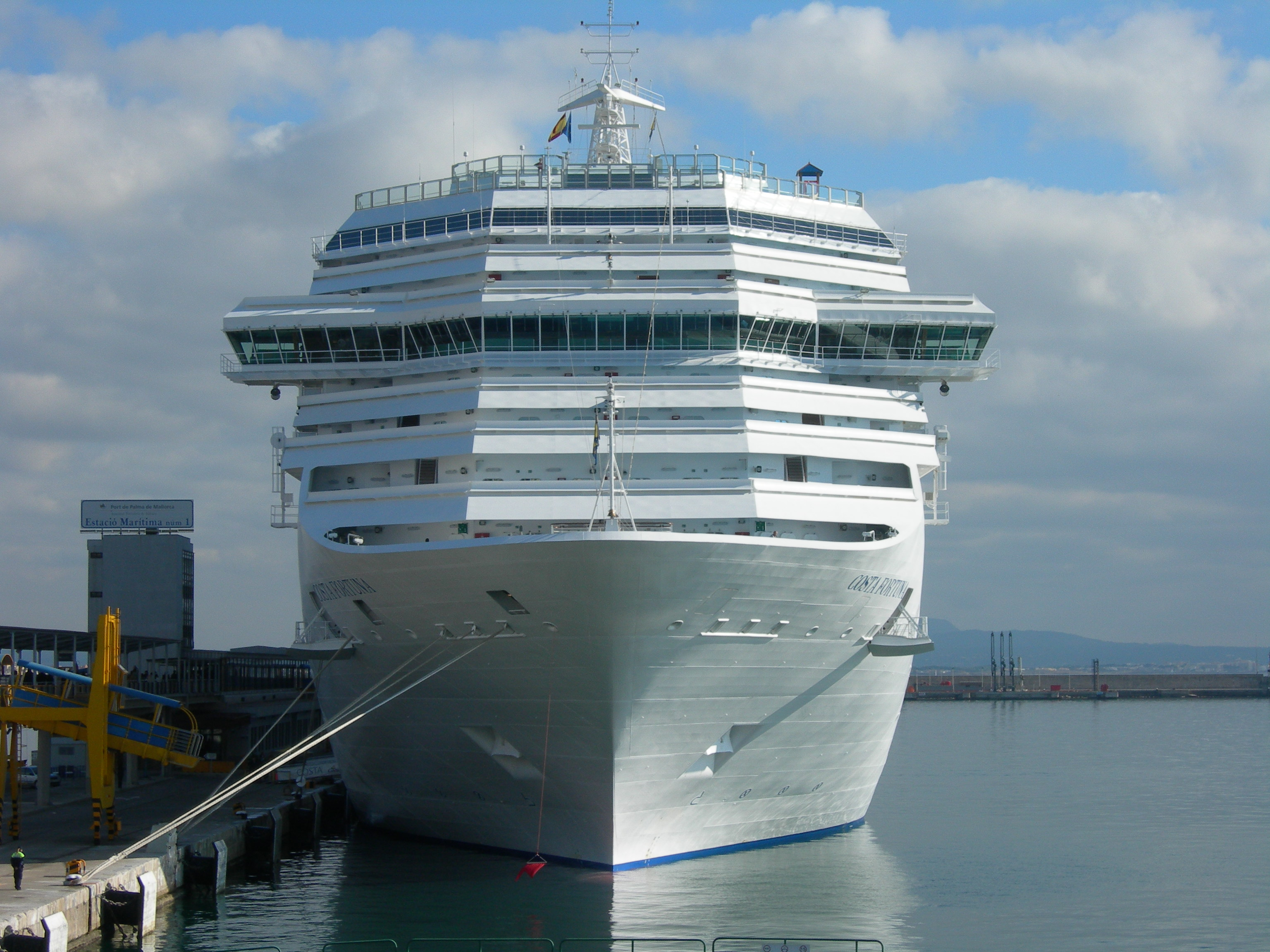
La proue du Costa Fortuna

- Point Internet
- Bibliothèque
- Boutiques
- Toboggan aquatique
- Monde virtuel, Squok Club

## Galerie

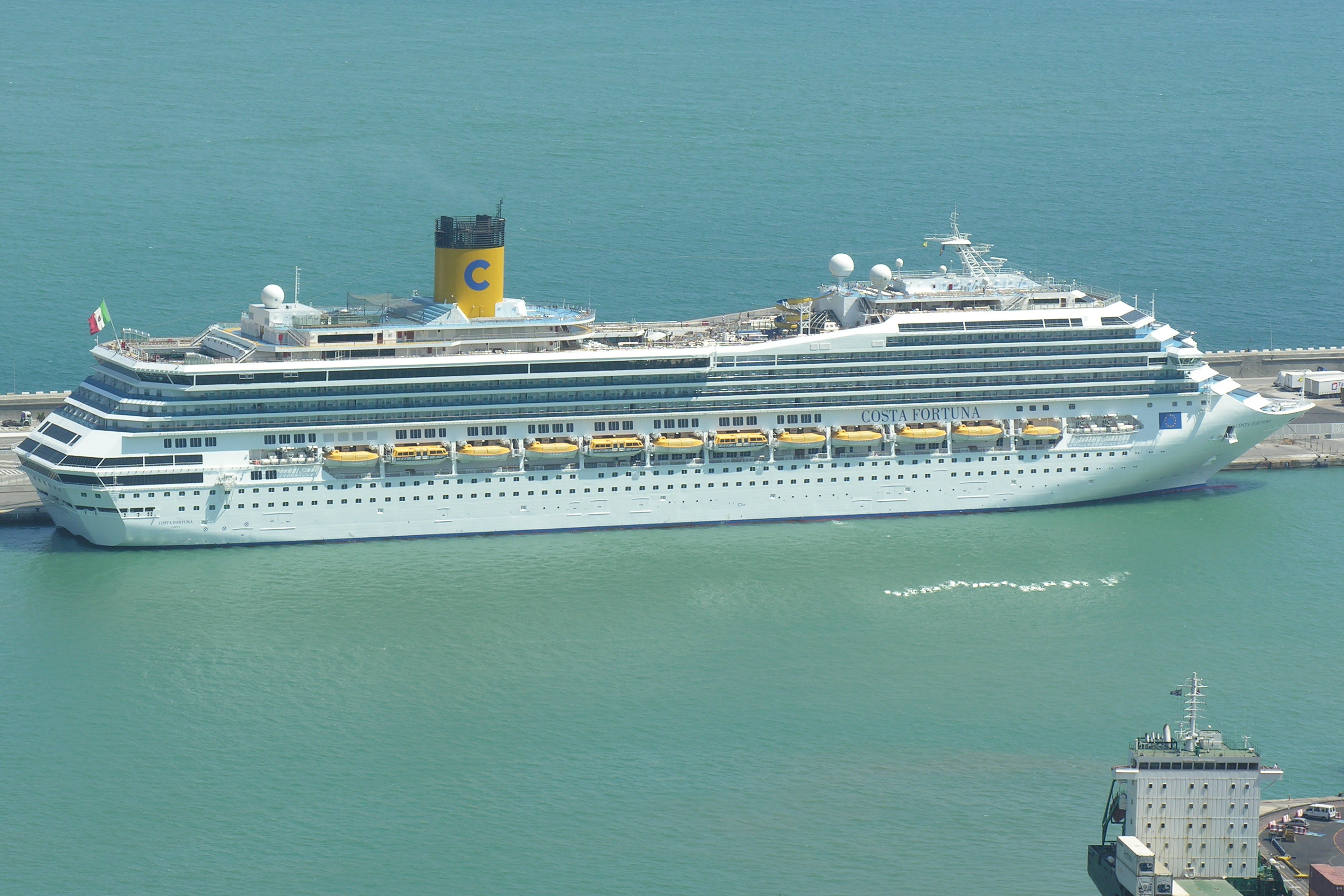
Le Costa Fortuna à Katakolon
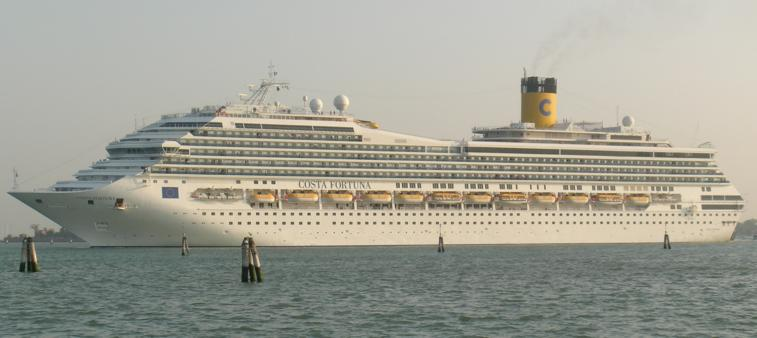
Le Costa Fortuna
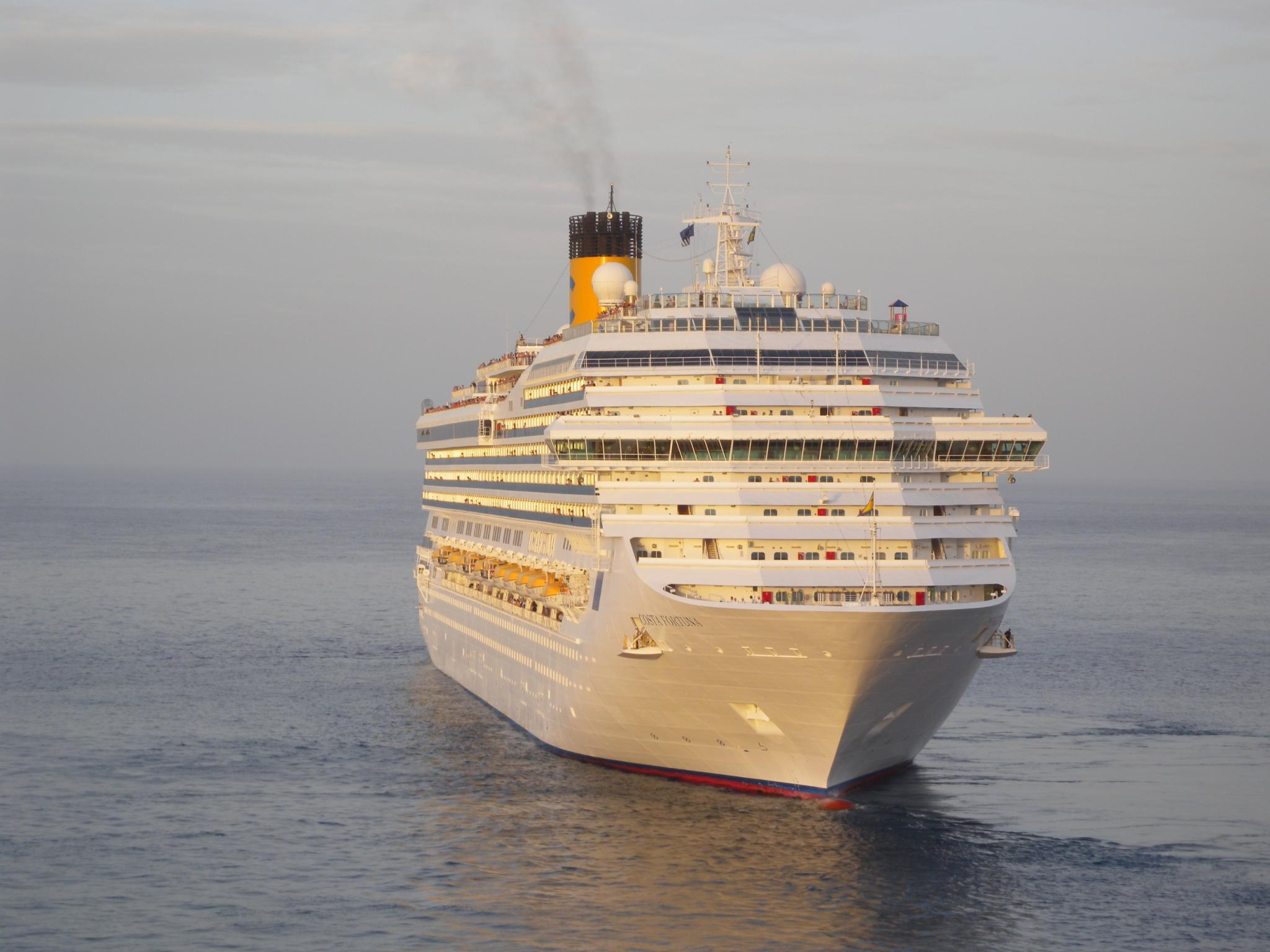
Le Costa Fortuna en manœuvre

## Sister-ships
- Costa Magica
- Carnival Sunshine
- Carnival Sunrise
- Carnival Radiance